# City Skyline
City Skyline – polski zespół nowofalowy założony w 1987 roku w Kielcach.

## Historia
Zespół powstał z inicjatywy Grzegorza Jasa w 1987 roku w Kielcach i tamże w tym samym roku zadebiutował. Rok później uczestniczył w festiwalu w Jarocinie, a następnie zarejestrował materiał muzyczny studiu Radia Kielce w postaci 10 utworów. W roku 1989 zespół wziął udział w festiwalu Rock Meeting w Rzeszowie, na którym zdobył II nagrodę.
W 1993 roku trzy utwory doczekały się studyjnego nagrania w Izabelin Studio. Zespół zakończył działalność w 1993 roku.
W 2021 roku została wydana płyta winylowa (LP) pod tytułem Miejskie piosenki wydawnictwa No Pasaran Records. Płyta zawiera nie wydane wcześniej archiwalne nagrania zespołu z 1989 i 1993 roku.
Druga płyta City Skyline - Jarocin 1988  miała premierę 19 grudnia 2022. Na winylu znalazło się miejsce na: Demo wysłane do kwalifikacji, zapis koncertu z jarocińskiej Małej Sceny, oraz fragment rozmowy z zespołem dotyczący festiwalu.

## Skład
- Piotr Stanek – śpiew[1]
- Grzegorz Jas – gitara elektryczna[1]
- Artur Kobus (1968–2013) – perkusja[1]
- Marek Gawęcki – gitara basowa, wokal wspomagający[3]
- Kazimierz Olszewski – gitara basowa[1]
- Adam Chmielewski – gitara basowa[8][9]
- Beata Wolska-Pawlak (Borycka) – instrumenty klawiszowe[1]
- Paweł Borycki – instrumenty klawiszowe[1]
- Alek Aleksander Kwinta – gitara[10][9] elektryczna[potrzebny przypis]